# Український пасічник
«Украї́нський па́січник» — щомісячний журнал, присвячений пасічництву. Виходив у Львові у 1914 (редактор о. Василь Пилипчук), 1928—1939 (редактор Михайло Боровський), у 1941—1944 (редактор — Іван Драбатий) та з 1991 (редактор — Микола Осташевський).

## Передісторія (1909—1913)
Створенню журналу «Український пасічник» сприяло товариство «Сільський господар», започатковане наприкінці XIX століття  у місті Олеську гуртом передових громадян на чолі з парохом села Дуб'є отцем Томою Дуткевичем, який також був пасічником. Після перенесення у 1903 центрального осередку товариства до Львова воно з місцевої хліборобської організації переросло у крайову (обсягом діяльності на цілу Галичину) господарську установу. Метою товариства «Сільський господар» було піднести добробут українського селянства шляхом модернізації сільського господарства та правового захисту інтересів українських господарств.
За спогадами о. Василя Пилипчука («Український пасічник», 1937), «почин до пасічничої організації перед 1914 роком дав з'їзд пасічників, який відбувся у місті Стрий, під час хліборобської виставки у 1909 році. На з'їзді було вирішено заснувати пасічниче товариство, яке гуртувало би українських пасічників, ширило пасічничу освіту, а головне, щоби пасічники через своє товариство могли організовано збувати свій продукт — мед.  Цю ініціативу перехопило товариство „Сільський господар“ і скликало пасічників на збори до міста Львова 8 грудня 1909 року». На цей час заснувати товариство пасічників з правлінням у Львові не було можливості, бо не було людей, знаних з бджільництва, у Львові чи його околицях, які могли би очолити й організувати його роботу.
За порадою президента товариства «Сільський господар», доктора Євгена Олесницького, замість самостійного товариства збори створили пасічницьку секцію у складі товариства «Сільський господар». Ця секція була створена з умовою створити матеріальну базу, організувати філії, осередки, а вже тоді стати окремим пасічницьким товариством.
У центральну секцію пасічників при товаристві «Сільський господар» обрали 20 пасічників, серед яких були відомі й опосередковано обізнані з бджільництвом краю. Секцію створили при головній раді «Сільського господаря», очолив її відомий пасічник Іван Марцінків з Мізуня, а секретарем — о. Тома Дуткевич, парох села Чішки, що біля Бродів.
На цей час, всі добре розуміли, що таке керівництво секцією через місця проживання і праці не зможе добре організувати роботу, але було прийнято, бо іншого кращого не було. Також рядові члени ради пасічничої секції мешкали і працювали у різних куточках Галичини. У цей час не було у них таких засобів зв'язку і інформації, які маємо сьогодні. Тоді це листування або назначені зібрання членів ради секції, і які через умови праці та транспортного сполучення не всі могли добратися до Львова.
За словами о. Василя Пилипчука, «пасічнича секція при „Сільському господарі“ ледве животіла». У своїх спогадах о. В.Пилипчук писав: "При Господарському часописі, яку видавав «Сільський господар» було відведено дві сторінки на «Наше пасічництво» - але то все було якесь анемічне, тим ніхто не цікавився, ніхто не дописував, на збори Пасічничої секції ніхто не приїздив. Причина була та, що в «Сільському господарі» не було чоловіка, який би на пасічництві розумівся, який би переводив в діло ухвали Пасічничої секції. Навіть ту мізерну субвенцію (1000 корон), яку «Сільський господар» мав з державних фондів на пасічничі цілі, зуживав «Сільський Господар», не питаючись ради Пасічничої секції. Зважаючи на об'єктивні причини (проблеми з транспортним сполученням на великі віддалі) та фінансові справи, Пасічнича секція підупадала і у 1912 році перестала існувати.
Щоби підняти бджільництво Галичини, необхідне було незалежне громадське пасічницьке об'єднання, яке б організувало господарські, наукові та просвітницькі заходи серед пасічників. Відомі на той час пасічники з околиць Тернополя (о. Михалевич, о. Герасимович, Сеник, о. Пилипчук, Білинський, Рой та інші), які регулярно зустрічалися в Тернополі, організували «Краєве товариство українських пасічників». Датою заснування товариства вважається 18 квітня 1913 р.
Товариство активно запрацювало. Отець В.Пилипчук пише: «Правда, що на це товариство „Сільський господар“ глядів кривим оком, а провід Пасічничої секції почувався до певної міри ображеним, але не було іншої ради. Це не був сепаратизм, але конечність (необхідність)! А зрештою, ця нехіть скоро зникла, атмосфера прочистилася».
При господарських справах керівництво товариства мало багато запитань і проблем, які вимагали різних закликів, навчань, зв'язку, що наводило на думку про необхідність мати своє періодичне видання.

## Заснування, перший етап (1914)
Питання пасічництва, з'їздів та зборів пасічників, засобів годівлі бджіл, джерело купівлі й розподілу цукру, для бджолинних сімей, пасічничих курсів, які проводили товариства «Сільський господар» та «Краєве товариство українських пасічників у Тернополі» подавалися у вигляді статей та реклам у газетах «Руслан» і «Діло». У газеті «Діло» від 16 грудня  1913 року читаємо: «З днем 1 січня 1914 року почне виходити перша в Галичині українська пасічнича газетка „Український пасічник“, органом „Краєвого Товариства українських пасічників в Тернополі“ першого кожного місяця в об'ємі що найменше аркуша друку і буде видавана після програми закордонних пасічничих журналів. Видає редакційний комітет. За редакцією відповідає о. Василь Пилипчук. Члени Товариства при річній членській вкладці 4 корони. Будуть одержувати газетку вже даром. Для не членів річна передплата 3 корони, для Росії (російської України — ред.) 1 рубель 50 копійок. Зголошуватися в члени товариства і передплату газети за адресою: п. Теодор Сеник, президент Товариства українських пасічників в Тернополі». Всі журнали «Український пасічник» друкувалися у 1914 році у друкарні Йосифа Степка (Тернопіль).
З нагоди 10-річного ювілею першого відродження «Українського пасічника» о. Василь Пилипчук (перший редактор журналу) у статті «Передвоєнна пасічнича організація українських пасічників в Галиччині» пише про появу «Українського пасічника»: «Тому, що я в 1913 році видав був свій підручник пасічництва, який загал пасічників прийняв прихильно, то мені повірено редакцію. Дуже воно було не вигідно, що редакція була на селі, віддалена 6 миль від Тернополя, але ніхто інший не хотів піднятися редагування. Моїми найближчими сусідами по пасічництву були о. Євген Герасимович, і п. Григорій Метельський, учитель з Гаїв Залозецьких. З тими були мені ще найлегше скомунікуватися. Найбільшою журбою було, чи буде, кому до газетки дописувати. Журба показалася безпідставною. Матеріалу було тілько, що з вибухом війни, коли у серпні 1914 року на 8 числі всьо мусіло урватися, матеріалу лишалося тілько, що до кінця року не було би можна все зужиткувати».
До часопису «УП» дописували о. Микола Михалевич, о. Юліан Дуткевич, Григорій Метельський, Теодор Сеник, о. Микола Гошовський, Теодор Рій, Василь Должанський, Іван Марцінків (всі з Галичини), Василь Різниченко з Києва, Павло Голубович з Волині.
У споминах о. В.Пилипчук писав: «Праця редакції, адміністрації і експедиції була на разі безплатна. Гонорарі мали бути визначені з кінцем року, а тимчасом на 8 числі всьо мусіло урватися. Почалася війна. Не багато ще праці було виконано, бо час був закороткий, але леди були проломані, був доказ, що в нас можна видавати свій пасічничий орган, що буде кому його читати, той буде кому в нім писати».
У серпні 1914 році почалася Перша світова війна, на терени Галичини вступила російська армія. Під час окупації 1914—1915 рр. було знищено все, створене товариством «Сільський господар» та «Крайовим товариством українських пасічників в Тернополі». Часопис «Український пасічник» перестав виходити у світ, а редактор о. Василь Пилипчук потрапив у в'язницю як редактор україномовного журналу і священик УГКЦ.

## Другий етап (1922—1928)
У 1922 році коли до Львова прибув Євген Архипенко він був учасник 1-го, 2-го, 3-го, 4-го і 5-го конгресів «Апіславії», на 4 конгресі нагороджений золотою медаллю за праці на ниві пасічництва і пасічницькі твори. На цьому конгресі пана Євгена Архипенко було обрано до Ради Всесловянського союзу пасічників. Всеслов'янський з'їзд відбувся 5 липня 1927 року. Євгена Архипенка вважають основоположником українськомовної періодики з бджільництва. Так уперше в історії українські пасічники отримали часопис «Українське бджільництво» з його ініціативи і його редагування. Часопис вийшов 12 березня 1906 року у місті Києві. Цей часопис хоч з перервами, але видавався до листопада 1910 року, а далі Є. Архипенко видавав новий хліборобський часопис «Рілля», який мав велику пасічничу рубрику. З початком Першої світової війни і цей часопис на Великій Україні припиняє своє існування.
У 1919 році Євгена Архипенка призначають міністром рільництва Української Народної Республіки. Після окупації більшовиками України Євген Архипенко емігрує до Львова, де з 1922 по 1928 роки видає журнал але вже під назвою «Українське пасічництво». Журнал «Українське пасічництво» виходив у світ у видавництві Є. Архипенка «Сільський світ». Є. Архипенко на роботу у «Сільський світ» запрошує інженера-агронома Михайла Боровського, який у 1927 році переїжджає з Закарпаття до Львова. Інженер-агронома Михайла Боровського високо цінили як знавця пасічництва і садівництва. Тут виникає питання, а чому Є.Архипенко не продовжує свій авторський журнал «Українське бджільництво». Напрошується така відповідь, Є. Архипенко знав про журнал «Український пасічник» і можливо назвою подібного, а саме «Українське пасічництво» вирішив продовжити справу на теренах Західної України авторів та редактора журналу «УП»
о. Василя Пилипчука.
Читачі журналу «Українське пасічництво» хотіли бачити портрет Петра Івановича Прокоповича. Портрет друкувався у журналах № 5 за 1922-й рік, № 7 за 1927-й рік та журналі «Пасічник» міста Прилуки № 8 за 1926 рік. Дослідник біографії П. І. Прокоповича Василь Різниченко стверджував, що із слів очевидців Степан Великдан був подібний до П. І. Прокоповича. Це для художника було матеріалом. Цей портрет був невдалий: П. І. Прокопович з люлькою, сьогодні вже доведено, що Петро Прокопович не курив.
У 1928 році через заборгованість друкарні видавництво «Сільський світ» припинило свою діяльність у місті Львові, а Є. Архипенко переїжджає до міста Луцька.  Цей час – час діяльності Євгена Архипенка у місті Львові, о. В. Пилипчук вважав другим етапом відродження і розвитку українського пасічництва на Галичині.

## Третій етап (1928—1944)
Третій етап культурного відродження та організації пасічництва Західної України почався з 1928 року і до 1939 року, завдяки товариству «Сільський господар», Крайового Пасічничого кооперативу  «Рій» у місті Львові та вперше відродженого журналу «Український пасічник».
Відроджувати знищене майно російською армією під час Першої світової війни, товариству «Сільський господар» довелося в складних умовах польської окупації, почавши з 1920 року. Територія Західної України, згідно Брестської угоди між більшовицькою Росією та Польщею, була окупована останньою.
Найліпшого розквіту товариство «Сільський господар» набуло тоді, коли 20 січня 1928 року його очолив Євген Храпливий, якому на цей час ще не виповнилося і 30 років, на посаді виконавчого директора. Він розгортає планову працю в «Сільському господарі» перебираючи провід цілого товариства як головний директор і керівник організаційного відділу, а також розуміючи велику пропагандистську, інформаційну та просвітницьку роль професійних періодичних видань та книг стає редактором всіх видань цього Товариства, у тому числі і «Українського пасічника». На території Галичини Євген Храпливий був одним з найкращих теоретиків та провідним ідеологом модернізованого хліборобства на взірець західноєвропейського.
У товаристві Сільський господар діяла пасічницька секція, у яку перейшов з видавництва «Сільський світ», яке переїхало у Луцьк, інженер-агроном Михайло Леонтійович Боровський на посаду референта і секретаря управи головної пасічницької секції. Управа секції у квітні 1928 року ухвалила відродити місячний журнал «Український пасічник», як додаток двотижневика «Сільський господар». Так як ми, розуміємо головним редактором відродженого журналу «Український пасічник» став М. Боровський.  Журнал виходив у світ регулярно і щомісячно, під його редакцією до 1939 року. У читача виникне питання, а чому згадувалося ім'я Євгена Храпливого – керівника товариства «Сільський господар»? У вихідній інформаційній частині на обкладинках журналу до 1938 року написано: «Видає: Крайове Товариство „Сільський господар“. За редакцією відповідає: інженер Євген Храпливий. Редагує: інженер М. Боровський», а у журналах за 1939 рік вже там написано: «Видає: Краєве Товариство „Сільський господар“. Редактор: Євген Храпливий». Головним редактором був інженер-аргоном Михайло Боровський, а Євген Храпливий відповідав за редакцію, а далі редактор напевне тому, що був директором видавця товариства «Сільський господар».  Це що Євген Храпливий був адміністративним редактором підтверджує цей факт, що ні в одному номері часопису нема його авторських статей.
До часопису дописували, як і тепер, досвідчені практики пасічники, так і відомі, громадські діячі та науковці з бджільництва. Найбільше це ті, що проживали і пасічникували на теренах Західної України. Відрадно те, що до журналу направили свої дописи вчені з бджільництва українці, які мешкали за межами Західної України, зокрема: професор Сергій Шелухін, доцент Віктор Доманицький з Чехословаччини, професор М. Гайдак зі США, Всеволод Шимановський з Кубані, професор Іван Драбатий з Німеччини та інші.
Водночас часопис «Український пасічник» з друкуванням різноманітних тематичних матеріалів, щодо утримання та доглядання пасік, журнал друкував інформацію про життя та діяльність пасічничої секції і товариства «Сільський господар», надавав значну увагу поліграфічно-художньому оформленню титульної сторінки та рубрик. Так у честь вшанування пам'яті видатного українського пасічника П. І. Прокоповича, третя сторінка журналу була з його рисунком-борельєфом.
З нагоди 160-річчя від народження П. І. Прокоповича Михайло Боровський, редактор часопису «УП», на номер, присвячений видатному бджоляру, замовив його портрет для цієї сторінки (липень 1935 р. № 7). Автором роботи став В. Масютан, а його роботу друкували в «УП»
до вересня 1939 року.
Напередодні вступу Червоної Армії у 1939 році до Львова, головний редактор Михайло Боровський, пам'ятаючи як більшовицько-комуністична влада на теренах Хмельницької області поступила у 20-х роках з його батьками, і що вона не пробачить йому молодих років, в яких він брав активну участь у національно-визвольній боротьбі та ставленню Української Народної республіки, виїхав у м. Холм (Польща), і вже до Львова не повертався. Також вимушений був виїхати за річку Сян і керівник товариства «Сільський господар», інженер-агроном Євген Храпливий, який повернуся до Львова у 1941 р.
Так, другим відродженням журналу «Український пасічник», та й відродження українського пасічництва можна вважати на теренах Західної України 1942—1944 роки окупації.
У 1941 року в окупованому німецькими військами місті Львові діє Національна Рада, членом якої був Євген Храпливий, одночасно був головою товариства «Сільський господар». Роботу ще недавно добре організованого і потужного товариства треба було починати майже з нуля. У часи 1942—1944 рр, через підтримку товариства «Сільський господар» було вдруге відроджено журнал «Український пасічник». Про це що під час окупації німцями добре працювало товариство «Сільський господар», пасічнича секція і всі господарські структури, свідчить спогад пасічника, який у 1942—1944 роках навчався у Холмській гімназії і квартирував у Михайла Боровського, пана Антона Кішовари з міста Борислав, що на Львівщині. " Я пригадую, як пан М. Боровський відкрив у місті магазин «Рій та кооператив „Рій“… До організованого кооперативу „Рій“ входила кілька повітів. Це Білгородський, Грубешівський та Белзький… В час окупації було дуже вигідно утримувати бджоли, бо ця діяльність не оподатковувалася… пасічники з товариств звозили мед. Мед завантажували у спеціальну 10-ти кілограмову тару. При здачі 1 кг меду у державний фонд тоді виділяли 2 кг цукру».
У 1944 році Євген Храпливий залишає Львів, а Михайло Боровський – місто Холм. Перший їде у Мюнхен, другий — у Братиславу, а далі в Німеччину та Канаду. Третій етап культурного і економічного розвитку українського пасічництва перестав існувати.

## Четвертий етап відродження українського пасічництва
У 1947—1950 рр. у Західній Україні відбувалася організація колгоспів. Наступила система, яка знищила справжніх господарів на селі. Був час що селянам не дозволяли тримати бджіл, а з 1950 року дозволялося утримувати не більше 20 бджолосімей. Щоправда, радянська влада мала удосконалену державну систему бджільництва. У кожній області була виробнича контора з бджільництва, яка опікувалася колгоспними, радгоспними пасіками та пасіками різних державних підприємств та установ. Для цього була удосконалена інфраструктура, виробничі об'єднання, у районних управліннях сільського господарства були зооінженери з бджільництва, були навчальні заклади різного рівня, науково-дослідні станції, лабораторії та господарства. Але у цій високоорганізованій структурі з бджільництва приватні пасічники жили кожен сам по собі зі своїми проблемами. У 1988 році Рада Міністрів УРСР ухвалила постанову щодо продажу в одні руки не більше 2 кг цукру. Це посприяло бурхливій організації громадських пасічничих об'єднань Товариства бджолярів-любителів у селах, районах і містах. Основною  метою об'єднань було забезпечення цукром пасічників для зимової заготівлі і весняної підгодівлі бджіл. На зборах товариств приймалися рішення щодо друкування своїх пасічничих видань. На цей час в Україні поширювався єдиний щомісячний журнал — «Пчеловодство», який виходив у Москві. Цей період можна назвати четвертим етапом відродження українського приватного пасічництва та української бджолярської преси. У цей час на зборах пасічників Львівщини висувалася ініціатива щодо створення україномовного журналу для пасічників.
Навесні 1990 року у пасічника-скарбника Львівського міського товариства бджолярів-любителів Ростислава Попилевича, голови Пустомитівського районного товариства бджолярів-любителів Миколи Осташевського та досвідченого пасічника, члена Львівського міського товариства бджолярів-любителів Володимира Болкота виникла ідея скликання бджолярів на міжрегіональну конференцію, причому одним із пунктів її постанови мало бути відродження у місті Львові журналу «Український пасічник». Ідею підтримав голова Львівського обласного товариства бджолярів Орест Петришин та всі члени президії. Конференція на тему: «Бджільництво у Західних областях України» відбулася 21-22 грудня 1990 року в місті Львові у Будинку техніки. Її ініціативними організаторами були голова ради обласного товариства Орест Петришин, члени президії товариства Володимир Болкот, Микола Осташевський, Михайло Тимняк, секретар товариства Євгенія Білик, бухгалтер товариства Ганна Федько і Ярослав Сидоровський директор ВО «Львівбджолопром». На конференцію прибули голови обласних товариств бджолярів-любителів і пасічники з 11 областей України, зокрема з Вінницької, Волинської, Дніпропетровської, Івано-Франківської, Київської, Львівської, Одеської, Рівненської, Сумської, Тернопільської і Чернівецької.
Микола Дмитрович Осташевський у своєму виступі на конференції коротко висвітлив історію проблеми українського бджільництва і запропонував у рішенні конференції прийняти заходи щодо відродження журналу «Український пасічник». Учасник конференції від Івана-Франківського обласного товариства Василь Герула запропонував створити ініціативний комітет для видання журналу. Зокрема у рішенні конференції зазначається: «п.4 Робочій групі з підготовки видавництва журналу „Український пасічник“ зібрати банк матеріалів, розробити відповідні заходи, які були б спрямовані на вихід першого номера журналу в першому півріччі 1991 року. Створити робочу групу згідно з ухвалою конференції було доручено Миколу Осташевському. Робоча група була сформована тут ж, у такому складі, Володимир Болкот, Степан Вербовецький, Мирон Дейнека, Петро Запотічний, Ярослав Цицак (всі м. Львів), Михайло Рудковський (м. Івано-Франківськ) і Богдан Рудка (м. Тернопіль)». Робоча група працювала плідно. Щотижня у вівторок збиралися у робочому кабінеті Мирона Дейнеки, який працював головним інженером «Львівенерго», де обговорювали заходи, і як їх по найшвидше впроводити у життя так, щоб журнал побачив світ у першому півріччі 1991 року. Вже у лютому 1991 року було розроблено статут редакції і зареєстровано його рішенням № 86 від 28.02.1991 року виконавчим комітетом Львівської обласної ради народних депутатів та інші документи в інших державних органах, теж був відкритий рахунок у банку «Україна». Для виходу журналу у світ потрібно було отримати від книжкової палати у Москві ISSN. Михайло Тимняк виїжджаючи у службове відрядження у Москву взяв обов'язок його отримати (ISSN 0869-2378). На конференції з учасників було взято їх адреса, доводилось письмово нагадувати про дописи і про відродження журналу «Український пасічник». Водночас читаючи журнали «Пчеловодство», де були дописи пасічників з України і якщо була повна адреса авторів дописів писав і їм листи. У листах повідомляв про відродження журналу «Український пасічник» і просив авторів дописувати до нього та інформувати колег пасічників. Перші листи з побажанням і дописами надходили на домашню адресу М.Осташевського. Ці листи робоча група читала і опрацьовувала з радістю і сльозами на очах, але вони надавали їм наснаги до праці. До речі, всі члени робочої групи працювали тут на громадських засадах, оскільки кожен ще мав основне місце праці, де отримував зарплату. Так, я працював завідувачем сектором 130 відділу СКТБ ФМІ України. Керівник відділу Андрій Пришляк сприяв мені у необхідних відрядженнях для передачі інформації про підготовку виходу у світ журналу. Для зустрічі з пасічниками на теренах Галичини, а вони зазвичай відбувалися у суботу або неділю, члени робочої групи виїжджали до них на власних автомобілях В. Болкота та М. Дейнека.
Серед робочої групи був тільки один професійний журналіст, який працював на «Львівському радіо» п. Петро Запотічний, йому було доручено підібрати і пропонувати робочій групі кандидатури із професійних журналістів.  На посаду головного редактора відродженого журналу робочою групою було затверджено Леонтія Соколовського, який колись працював редактором РАТАУ, заступником головного редактора Петра Запотічного, редакторами відділів Степана Поповича і Володимира Тивіна. Троє останніх працювали на Львівському радіо, а у журналі по сумніцтву. На посаду координатора-директора редакції (шеф-редактора) згідно статуту затверджено керівника ініціативної групи з відродження журналу Миколу Осташевського, який формував штатний розклад редакції та редколегію журналу, відповідав за оформлення юридичних і банківських документів та господарських меблів і обладнання. У штат редакції на посади кореспондентів, членів ініціативної групи Рудку Б. В. і Рудковського М. А. і редактором відділу п. Болкота В. М. Щодо решти пасічників членів робочої групи, то вони були на правах більше як консультативними, а не кореспондентами-редакторами. З часом головний редактор Леонтій Соколовський почав методично відсторонювати у роботі деяких членів робочої групи і як тоді було прийнято у друкованих засобах, що ними керував тільки головний редактор і такої посади як директора-координатора не визнавав і вимагав щоб за фінансову-господарську роботу відповідала Українська Спілка пасічників, органом якої вважався журнал. Так, на грудневій конференції 1990 року була створена Українська спілка пасічників, але вона не запрацювала через ненадання їй допомоги діючими на цей час на теренах Галичини громадськими пасічничими об'єднаннями, представники яких пропонували і голосували за створення такої спілки. Тобто не створили статутного фонду у коштах. Редакція журналу «УП» була зареєстрована як періодична самостійна організація, з цього виходить що вона сама повинна своєю працею забезпечувати свою діяльність. З такими умовами не погоджувався п. Л. Соколовський. Все ж, 13 липня 1991 року у місті Львові, відбулася презентація відродженого журналу «Український пасічник». На презентацію прибули представники майже зі всіх областей України. Презентація відбувалася у будинку № 63 проспект (700 років Львова) В. Чорновола. І після презентація п. Л. Соколовський, як головний редактор відстоював свою думку, що редакцію повинна фінансувати і забезпечувати всім необхідним Українська спілка пасічників, що редакцією повинен керувати тільки головний редактор та не визнавав ролі і участі щодо втручання у роботу робочої групи та координатора-директора. Правда, у штаті редакції були пасічники — члени ініціативної групи Володимир Болкот (м. Львів), Богдан Рудка (м. Тернопіль) Михайло Рудковський (м. Івано-Франківськ). Проект статут журналу «Український пасічник» розробив журналіст Петро Запотічний і він запропонував ввести посаду директора-координатора (шеф-редактора). Вихід був один. Скликати сумісне засідання, працівників редакції, членів редколегії і ініціативну робочу групу з відродження журналу «Український пасічник». Керівник робочої групи з відродження журналу, він же координатор-директор створеної редакції організував назване засідання, яке відбувалося 24 серпня 1991 року у місті Львові. На засіданні обговорена ця ситуація і було прийнято більшістю про ліквідацію у редакції посаду координатора-редактора, а його виконання функції головним редактором редакції. Посаду головного редактора більшістю членів було доручено Миколі Осташевському. Леонід Соколовський, Петро Запотічний, Степан Попович і Володимир Тивін покинули засідання і забрали зі собою всі матеріали для вересневого п'ятого номера відродженого журналу. Троє з них працювали по сумнісництву.
Так не сталося. Пасічники члени ініціативної робочої групи знову змушені були активніше працювати над виходом наступних номерів журналу «УП». Водночас головний редактор М. Осташевський поповнив штат редакції з професійних журналістів Михайла Фенчака, Івана Шеленговича та Любові Корінченко, але вже не за сумісництвом, а на постійну роботу. При передачі матеріалів до друкування на фабрику «Атлас», остання вимагала забезпечення папером. Папір був у великому дефіциті. У проблемі постачання папером посприяв пасічник, тоді головний арбітр Львівської області Богдан Мазовіта. В одній  поїздці із службових справ на Жидачівський целюлозно-паперовий комбінат запропонував мені поїхати туди, де познайомив мене з директором комбінату і начальником збуту, останньому  допомогли стати пасічником, там же з його рекомендації я запропонував Ярославу Гулкевичу посаду фотокореспондента у журналі. Ярослав Гулкевич працював на комбінаті у фотолабораторії фотографом. Він у Жидачеві всіх добре знав, що сприяло редакції у майбутньому вчасно відвозити папір. У 1991 році вивозом паперу і тиражу журналів допомогло об'єднання «Львівбджолопром» (директор Ярослав Сидоровський). Щодо паперу згадується таке: 30 грудня 1992 року домовилися з Жидачівським целюлозно-паперовим комбінатом на закупку паперу на 1993 рік, виходячи з середнього тиражу 1992 року, це 25 тонн. Директор комбінату п. М. Титиколо, підписав накладну, грошей у редакції на цей час не було. При розмові з головним бухгалтером комбінату, щодо оплати та вивіз паперу до 10-15 січня 1993 року отримав таку відповідь: "Прошу але ціна буде на 700 000 карбованців більша, ця цифра була майже рівна половині тієї що вказана у накладній. Така цифра на цей час для редакції була значно великою, яка при її сплаті привела б до банкрутства редакції. Що ж робити? Вивести папір до 31 грудня 1992 року. Директор комбінату дає усний дозвіл на вивіз паперу. У редакції нема транспортних засобів і для вивозу паперу, і приміщення для його зберігання. Ярослав Гулкевич через колегів, що працювали у Жидачівській райспоживспілці, домовляється про таке необхідне приміщення — склад, у якому колись зберігалися канцелярські товари, яке на цей час було порожнє і сильно засмічене. 31 грудня з самого ранку я, Володимир Болкот і Ярослав Гулкевич очистили приміщення. Ярослав Гулкевич на комбінаті домовляється з працівниками комбінату, а саме з водіями і комірниками про вивіз паперу. Люди готуються зустрічати Новий рік, а ми вивозили і складаємо бухти паперу — 25 тонн. 1993 рік — бурхлива інфляція, тираж значно знизився, відповідно цьому редакція випускала журнали на папері до половини 1996 року, і ще виготовляла блокноти. Цей захід значно посприяв виживанню у складні 1993—1995 роки. І, як тут не згадати словами вдячності директора комбінату Михайла Титикала і фотокореспондента Ярослава Гулкевича. З 1996 року декілька номерів вийшли у світ на білому папері.
З № 7 1994 року збільшено обсяг журналу до 44 сторінок. Всі номери року були присвячені 80-річчя журналу. З першого номера УП 1995 року по № 10 виходили у світ вже обсягом 52 сторінок, тільки № 11 і 12 мали по 36 сторінок. 16-17 червня 1995 року з ініціативи редакції була проведена науково-виробнича конференція присвячена 220-й річниці від дня народження Петра Івановича Прокоповича.
Цій даті присвячений «Український пасічник» № 6-1995 р, у якому вперше були кольорові вкладки (4 сторінки) і кольорова обкладинка (4 сторінок). До цієї урочистості редакцією були замовлено і виготовлено для вручення учасникам з зображенням портрету П. І. Прокоповича і три значків, три вази з кольорового скла, керамічна медаль і вимпел.
В цьому ж році з нагоди 5-річчя третього відродження № 5-УП друкувався у двох кольорах на білому папері. Редакція з нагоди 5-річчя відродження отримала подяку від правління Рівненського обласного об'єднання «Просвіта» ім. Тараса Шевченка. У 1997 році журнал весь річний тираж друкувався на білому папері, частина номерів у 2-ох кольорах обсягом 52 сторінки, але № 11 і 12 у чорно-білому виконанні обсягом 36 сторінок. Вперше у 1998 році у першому номері було надруковано 16 сторінок у 4 кольорах. 10 номерів обсягом 52 сторінки і останніх 2 номери обсягом 36 сторінок.
24 лютого 1991 року відбулася звітно-виборна конференція Львівського обласного товариства бджолярів-любителів. На якій було прийнято статут щомісячного журналу «Український пасічник». На цій конференції було оголошено про збір коштів на організацію редакції, оформлення необхідних документів. Учасники офірували різні суми. Запам'ятався мені Олег Ільків, голова Буського районного товариства бджолярів, який офірував 333 карбованців. На цей час — це була значна сума, набагато більша середньої місячної заробітної плати.
Після цієї конференції дуже багато людей офірували кошти про що було опубліковано у журналах.
У 1991—1992 роках кошти радянськими карбованцями поступали на рахунок редакції журналу «УП», як від громадських об'єднань, так і від пасічників-передплатників та читачів журналу з усієї України, а також з-за кордону (Білорусь — Б. І. Голубович.)
Можливо не варто було б про це згадувати, але історія вимагає висвітлення всіх факторів. Так найбільше коштів поступило від пасічників і громадських організацій-товариств:
- Львівської області - 34 143 карбованців

1. Пустомитівського району – 13 296 крб.
2. Львівське міське - 6 942 крб.
3. Золочівського району – 6 200 крб.
4. Сколівського району – 3 400 крб.
5. Радехівського району – 3 150 крб.
6. Сокальского району – 2 517 крб.
7. Городоцького району – 2 270 крб.
8. Дрогобицького району – 2 030 крб.

- Тернопільської обл. – 17 688 крб.

1. Кременцький р-н – 4 896 крб.
2. Бережанське р-н – 2 350 крб.
3. Тернопільське р-н – 2 335 крб.

- Івано-Франківської обл. – 11 235 крб.

1. Рожнятівське р-н – 4 446 крб.

- Інші з усієї України – 31 991 крб.

- Українське республіканське т-во — 20 000 крб.

У ці перші два роки існування найбільше допомагали пасічники Галичини, але коли надходили кошти та дописи від пасічників та їх організацій з Великої України, для редакції — це було підтвердженням, що журнал потрібний, і буде жити. Так пасічники Київщини — 3080 крб, Одещина — 3000 крб, Полтавщини — 2150, Вінниччина — 1960 крб, та з інших куточків України.
У 1993 році, дуже економічно складному, де доводилося майже щоквартально оголошувати передплатну вартість пасічники з всієї України офірували 144 1340 купонних карбованців, а в 1994 — 673000. якщо 1994 рік можна відзначити був майже стабільним, то в 1993 році була дуже велика девальвація. Відповідно редакційних коштів  та офіри не вистачало. Частина пасічників вимушена піти у відпустку без виплати зарплати, але працювали і журнал виходив щомісячно.
З 1991 по 1994 роки особливо надавали допомогу пасічники і пасічницькі громадські об'єднання, і в Україні у кожній області працювали обласні бджолоконтори, але тільки одна це ВО «Львівбджолопром», яка офірувала 2340 грн. і як вже було відзначено допомагала транспортом та складськими приміщеннями для зберігання паперу та надрукованих журналів.
У названий період 1991—1994 рр. у діяльності редакції була двічі господарсько-фінансові проблеми, якби їх виконати як цього вимагали виконавці вихід журналу у світ був би припиненим. Так квітень 1993 рік планово-економічний відділ книжкової фабрики «Атлас» за друкування 4 номери журналу виставив рахунок близько 74 000 купоно-карбованців. На рахунку редакції близько 100 000.
Через рік перевірка редакції податковою інспекцією, за деякі порушення штраф 40 млн, а на рахунку 24 млн купонокарбованців.
У ці роки передплата оголошувалася тільки на півроку. Відповідно кошти були тільки на перше півріччя. Ці ситуації виникли у квітні. Треба було видати зарплату та оплатити податки, за три місяці і плата за друкування журналів за травень та червень місяці. При оплаті вищеназваних сум у першому випадку у редакції залишків  було тільки на один місяць діяльності на зарплату. Виплатити штраф не було можливості, оскільки на рахунку було недостатньо коштів, це рівносильно припиненню діяльності.
Довелося мені зустрічатися з відповідними людьми, які рахували оплату за друкування, а щодо штрафу з працівниками міської та районної податкових інспекцій.
Під час зустрічей тільки розмови про історію журналу, значення бджільництва для людини та суспільства і економічний стан редакції.
У першому випадку оплату за друкування нарахували 21 000 купоно-карбованців, а штраф визначили 2,5 млн.
У ці два роки редакція тісно співпрацювала з Пустомитівським районним товариством бджолярів-любителів.
По наряду товариства, редакція оплачувала за цукор. Пасічники товариства його викупляли. Редакція на цьому за погодженням товариства отримала від такої співпраці близько 1 млн купоно-карбованців щороку. Такий захід був і восени 1995 року. Головний редактор виїхав у відрядження. Було погоджено про вивіз цукру і де його зберігати. Працівник редакції, що відповідав за вивіз цукру з заводу, завіз частину його на зберігання на склади ВО «Львівбджолопром». Через неналежну охорону через вихідні дні залишок цукру 2,2 т із складів викрадено.
Знову редакція у важкому економічному стані. Тут же вагому, рятівну допомогу редакція надав Інститут бджільництва ім. П. І. Прокоповича (директор Л. І. Боднарчук) в сумі 2 0000 млн купоно-карбованців. Інститут у грудні 1991 року перерахував 2 0000 крб. і наприкінці 1992 року  70000 крб.
У 1999 році майже всі номери у чорно-білому виконанні, але теж перших 10 номерів обсягом 52 сторінки, а два останніх обсягом 36 сторінок. Чорно-білим друком і обсягом 52 сторінки журнал виходив у світ 2001—2002 рр. але у № 11-2012 рік була вперше надрукована кольорова вкладка-календар на 2013 рік. 2004—2010 рр. в основному друкувалися журнали у чорно-білому виконанні обсягом 56 сторінок. З 2011 року по № 10 2012 року журнали друкувалися одним спуском 16 сторінок на крейдяному папері у кольорі. Складним для журналу і редакції став травень 2012 року, оскільки чотири штатних працівників наприкінці місяця подали заяви на звільнення. За 2011—2012 рр. ці працівники таємно оформили відповідні реєстраційні документи, надрукували сигнальний номер журналу і звісно ще можливо хотіли працювати в «Українському пасічнику», але насправді були готовими покинути журнал. Працювати в одному виданні і паралельно готувати і випускати у світ також професійне періодичне видання логічно і насправді несправедливо, що нагадує підступництво і зраду. Мовляв, якщо ми не при керівництві — нехай замовкне. Тут можна запевнити, що це другий випадок за час виходу журналу з 1991 року, коли 4 фахових працівників звільняються з такою думкою, що часопис без них не зможе виходити у світ. Так не сталося. У редакцію прийшли нові люди.
Журнал змінив дизайн, дотримуючись методології започаткованої у 1914 році, і продовжив виходити у світ. Це давалося нелегко і тому деякі номери виходили з запізненням, але у терміни згідно з договором з «Укрпоштою». Вимушений був набирати і формувати новий редакційний колектив та паралельно поліпшувати журнал і вже № 9 і № 10 за 2013 року були надруковані у кольорі в повному обсязі. З часів третього відродження вийшло у світ 276 номерів журналу загальним тиражем 1 980 000 примірників. Для пропаганди журналу «Український пасічник» та створення бібліотечки «Українського пасічника» надруковано книги:
- «Полювання на рої» (В. Васильченко)
- «Пасіка, медодаї, бджолопродукти» (М. Осташевський)
- «П'ятдесять „НЕ“ для пасічника» (Ю. Сенчук)
- «Таємниці бджолосімей та вулик Курінного» (В.Курінний)
- «Високопродуктивні багаторічні трав'янисті медодаї» (М. Осташевський, І.Пилипчук)
- «Історія журналу „Український пасічник“» (М. Осташевський)

Підготовлено до друку і надруковані книги:
- «Бджільництво» (В. П. Поліщук)
- «Сучасна технологія бджільництва» (М. В. Улянич)

За допомогою редакції у Польщі надруковано українською мовою книга «Як правильно вести пасіки» і «Не біймося бджіл».
У 1995—1998 рр. відроджено щомісячний журнал «Сільський господар», річний альманах «Золотий колос».
Засновано щомісячний журнал для дітей шкільного віку «Провідник», але співзасновники відмовилися допомогти, журнал перестав виходити у світ. Вийшло всього 6 номерів, тільки силами редакції.
Календар-альманах «Золотий колос», журнал «Провідник» перестали виходити у світ через діючі на той час нормативно-фіскальні документи (надрукована продукція потребувала сплати податку на прибуток, навіть якщо продукція не реалізована). Подальше їх друкування загрожувало стабільному виходу журналу «УП».
Засновано річний журнал «Сад, город, пасіка» у 1996 році. Виходив у світ як річний та квартальний до 2012 року, але через скрутні умови випуск був припинено.
За час відродження журналу «Український пасічник» редакція вимушена була змінити 5 разів свою адресу. В народі говорять: два рази переїхати, це ж те саме, що раз погоріти. У 1991 році тоді Львівське обласне управління сільського господарства надало одну кімнату редакції за адресою проспект Чорновола, 63. Цей будинок у 1992 році став приватним. Власник вимагав оформлення угоди на оренду цієї кімнати. На цей час у редакції додаткових коштів не було і редакція вимушена була знайти нове приміщення. На допомогу редакції прийшов пасічник Йосип Дружбяк, який працював у Львівській державній академії ветеринарної медицини. Він організував мені (кому?) зустріч з ректором академії, професором Романом Кравцівим.
Ректор Роман Кравців, розуміючи стан редакції та важливість журналу для українських пасічників, посприяв у приміщенні для редакції, але з умовами, що академія має бути співзасновником журналу і що редакція має відродити журнали «Сільський господар» і «Золотий колос».
У березні 1993 року редакція вдруге вимушена була змінити адресу. Редакція виконала всі вимоги ректора і знаходилася у приміщеннях академії до березня 1998 року. Ці 5 років були дуже складними і важкими для редакції. Дві кімнати яких орендувала редакція у гуртожитку були холодними, і дуже часто одну кімнату заливало каналізаційними нечистотами. Але факт що редакція не платила за оренду приміщення і комунальні послуги та маючи запас паперу для друкування, спромоглася не тільки щомісячно готовити до випуску журнал, але і започаткувати названі вище видання.
На початку 1998 року адміністрація академії, порушуючи договір про засновництво, вимагала орендної плати за приміщення, у цей же час не хотіла відмовлятися від права співзасновника.
На наступних 5 років посприяв у приміщенні директор Інституту біології тварин Володимир Снітинський. З дозволу УААН було оформлено угоду на оренду приміщення. Хоч за оренду приміщення редакція  не платила, але адміністрація інституту просила різноманітних оплачувальних послуг, що майже рівнозначним було орендній платі. У цей час відбулися зміни у керівництві інституту. Директор інституту професор Василь Влізло у 2002 році попередив мене, що б редакція шукала собі приміщення, оскільки він хоче створення лабораторії, для якої і придатні ці дві кімнати.
Редакція у 2002 році звернулася до Львівського міського управління комунального майна про надання її в оренду приміщення. Приміщення було надане у серпні 2003 року. При оформленні необхідних документів пройшов деякий час. Наприкінці листопада редакція переїхала у нове приміщення, що на вулиці Б.Хмельницького, 102, колишній будинок побутових послуг. Котельня зруйнована. Приміщення не утеплюється. Знову взимку холодно, утеплення приміщень електроколорифероми або лампами УФО не задовольняло, а оплата за електроенергію значна що впивало на матеріальний стан редакції. Орендна плата за приміщення на початку 2004 року була приємливою, але вона щомісячно індексувалася і росла. Так, наприкінці 2007, вона була близька до 1000 грн. наприкінці 2007 року через низку проаналізованих мною у моєму житті я добровільно написав заяву про відставку з посади директора-головного редактора.
У 2008 році міська рада встановила для українськомовних видань символічну орендну плату 1 грн 20 коп. за рік. У 2008—2011 рр. цю пільгу керівництво редакцією для поліпшення якості журналу, підготовки суміжних видань чи санітарно-ремонтних робіт приміщення не використало.
У цей період були порушення керівництвом редакції низка статутних вимог. На початку 2011 року мною з метою поліпшення роботи у редакції було запропоновано посаду директора-головного редактора розділити. Директор (шеф-редактор) так було у статуті 1991 року, який відповідає за адміністративну, фінансово-звітну та інші господарські завдання. Головний редактор відповідає за творчу діяльність редакції, зокрема за збір та підготовку матеріалів для журналу «УП».
У травні 2011 року загальні збори засновників більшістю голосів призначили директором Дмитра Осташевського. Посаду головного редактора була запропонована Андрію Дружбяку, який відмовився. Відмовлення обґрунтував тим, що він аспірант і що восени 2011 року буде захищати науковий ступінь, а для того потрібно багато часу. Мені (кому?) було доручено виконувача обов'язки головного редактора.
У липні 2011 року закінчувався договір про оренду приміщень. Керівництво редакції тут же приступило до оформлення необхідних документів на продовження договору. Заявка на продовження оренди подана комунальному управлінню вчасно. Водночас у приміщенні була зроблена санітарна побілка. Комунальне управління заявку прийняли і пообіцяло, що оренда буде продовжена, але через кілька днів редакція отримує від нього листа з мотивацією-договір про оренду приміщення закінчився і щоб приміщення передала редакція житлово-експлуатаційному підприємству.
Редакція тут же з цим листом зустрілася з начальником комунального управління, який запевнив, щоб лист не брати до уваги, оскільки є наказх про продовження договору оренди. У цей час редакцією змонтувала веранду. У робочій кімнаті водяне опалення та перекрила веранду. Двічі інспектори управління перевірили стан приміщення, зауважень не було.
Договір було оформлено, але комунальне управління його не підписало через те, що будинок не був поставлений на баланс. Шукали балансоутримувача будинку.
Декілька років тому один із бізнесменів Львова побудував четвертий поверх, викупив третій поверх і частину першого. Щоб викупити перший поверх на заваді була редакція.
У січні викликає керівництво редакції господарський суд, який відкрив позов щодо звільнення приміщення. Заступник прокурора місто Львова ліквідував вищеназваний наказ.
Кожне переселення вимагає коштів, які у кінцевому результаті впливають на заробітну плату, на якісь видання, на моральний стан працівників, та завдає незручності читачам.
Для покращення якості журналу при нижчій оплаті за друкування редакція змінила 4 друкарні (Львівська книжкова фабрика «Атлас», ПТВФ «Афіша», ТзОВ «Спекталь» і ТзОВ «ПОЛІ»), що подекуди впливало на невчасний вихід журналів у світ.
Весь час від третього відродження кошти на підтримку журналу надходили не тільки від пасічників чи їх об'єднань, але й від підприємств (Львівське підприємство електромереж, кооператив «Сихів», МП «Апікар» м. Сколе, «Львівтрансгаз» і державне підприємство «Скіф», м. Київ).
Неможливо не згадати добрим словом Ярославу Орестівну Лозинську, яка 1993 році працювала у редакції художнім редактором. Це її авторські роботи, логотип журналу з № 1-1991 року, по сей день і зарисовка П. І. Прокоровича з № 1-1992 року до сьогодення.
У 1991 році в Україні для пасічників був один журнал «Український пасічник». На сьогодні 6 журналів і 3 газети.
Час підтвердив, що «Український пасічник» має свого читача. Журнал є для українського пасічника і українського бджільництва. Все це підтверджує, що журнал має перспективи, щоб зустріти не один ювілей.